# Jakowlew Jak-13
Die Jakowlew Jak-13 (russisch Яковлев Як-13) war der Prototyp eines einmotorigen Verbindungsflugzeuges. Die Entwicklungsarbeiten im OKB Jakowlew begannen im Jahre 1944 unter der Bezeichnung Jak-12.

## Beschreibung
Das in Gemischtbauweise hergestellte Flugzeug besaß einen Tragflügel in Tiefdeckeranordnung sowie ein Heckradfahrwerk, bei dem die Haupträder eingezogen werden konnten.
Parallel zur Jak-13 erschien die Jak-10, die in wesentlichen Komponenten mit dieser übereinstimmte, lediglich der Tragflügel war in Schulterdecker-Bauweise angeordnet, das Fahrwerk war starr und die Kabine geringfügig verändert. Bei der Flugerprobung, die von November 1944 bis Juni 1945 durchgeführt wurde, stellte sich heraus, dass die Jak-13 diesem Typ in puncto Flugeigenschaften überlegen war. Aufgrund der besseren Start- und Landeeigenschaften der Jak-10 ging jedoch diese in die Serienproduktion.
Nachfolger der Jak-10 wurde die überaus erfolgreiche Jak-12.

## Technische Daten
| Kenngröße             | Daten                            |
| --------------------- | -------------------------------- |
| Baujahr               | 1945                             |
| Hersteller            | Jakowlew                         |
| Besatzung             | 1                                |
| Passagiere            | 3                                |
| Spannweite            | 11,50 m                          |
| Länge                 | 8,45 m                           |
| Höhe                  | 2,30 m                           |
| Flügelfläche          | 22,0 m²                          |
| Leermasse             | 868 kg                           |
| Startmasse            | normal 1230 kg maximal 1310 kg   |
| Triebwerk             | ein 5-Zylinder-Sternmotor M-11FM |
| Leistung              | 145 PS (107 kW)                  |
| Höchstgeschwindigkeit | 250 km/h                         |
| Landegeschwindigkeit  | 89 km/h                          |
| Gipfelhöhe            | 4000 m                           |
| Steigleistung         | maximal 4,2 m/s                  |
| Steigzeit             | 4,2 min auf 1000 m               |
| Reichweite            | 660 km                           |